# 瑞穂村 (千葉県山武郡)
瑞穂村（みずほむら）は、千葉県山武郡（山辺郡）にかつて存在した村である。
現在の大網白里市の西南部にあたる。大網白里市立瑞穂小学校にその名をとどめるほか、合併後に開発された地域が「みずほ台」と命名されている。

## 沿革
- 1889年（明治22年）4月1日 - 町村制施行に伴い、永田村、駒込村、経田村、小中村、神房村、萱野村、砂田村が合併して山辺郡瑞穂村が発足。
- 1897年（明治30年）4月1日 - 山辺郡、武射郡が統合されて山武郡となる。
- 1951年（昭和26年）4月1日 - 大網町、山辺村と合併し、改めて大網町を新設。同日瑞穂村廃止。

## 交通

### 鉄道
- 国鉄（現JR東日本）
  - 房総東線（現外房線） - 村域内を通過しているが、駅は存在しなかった。

現在は永田駅が旧村域内に存在するが、瑞穂村が存在した時期には開業していなかった。

### 道路
- 現在の国道128号（合併後の1965年に制定）